# دربند (بهار)
روستای دربند ،  از توابع بخش صالح‌آباد شهرستان بهار در استان همدان ایران است

## جمعیت
این روستا در دهستان دیمکاران قرار دارد و براساس سرشماری مرکز آمار ایران در سال ۱۳۹۵، جمعیت آن ۲۱۰ نفر (۶۰خانوار) بوده‌است.با وجود کوه‌های اق داق وبکل داق (کوه اقلان قز) یا امام زاده اقلان قز نیز مردم روستا و روستاهای اطراف در روز ۲۱ ماه رمضان برای زیارت به آن‌جا می‌روند. این روستا از طرف روستای دولت‌آباد در ۲۰ کیلومتری غار علی‌صدر قرار دارد.ریش سفید های این‌روستا عبارتند